# Pension de famille (film)
Pour plus de détails, voir Fiche technique et Distribution.
Pension de famille (titre original : Caught Short) est un film américain réalisé par Charles Reisner, sorti en 1930.

## Fiche technique
- Titre original : Caught Short
- Titre français : Pension de famille
- Réalisation : Charles Reisner
- Scénario : Robert E. Hopkins et Willard Mack d'après le livre d'Eddie Cantor
- Direction artistique : Cedric Gibbons
- Photographie : Leonard Smith
- Montage : George Hively et Harold Palmer
- Société de production : Cosmopolitan Productions pour Metro-Goldwyn-Mayer
- Pays de production :  États-Unis
- Langue : Anglais
- Format : Noir et blanc — 35 mm — 1,20:1 — Son : Mono
- Genre : Comédie
- Durée : 75 minutes
- Dates de sortie : 
  - États-Unis : 10 mai 1930
  - France : 25 septembre 1931

## Distribution
- Marie Dressler : Marie Jones
- Polly Moran : Polly Smith
- Anita Page : Genevieve Jones
- Charles Morton : William Smith
- Douglas Haig : Johnny
- Herbert Prior : M. Frisby
- Edward Dillon : M. Thutt
- Gwen Lee : Manucure
- Lee Kohlmar : Colporteur
- T. Roy Barnes : M. Kidd
- Roscoe Ates